# UFC on FX 8
UFC on FX 8: Belfort vs. Rockhold（ユーエフシー・オン・エフエックス・エイト：ベウフォート・バーサス・ロックホールド）は、アメリカ合衆国の総合格闘技団体「UFC」の大会の一つ。2013年5月18日、ブラジル・サンタカタリーナ州ジャラグァドスウのアレーナ・ジャラグァで開催された。

## 大会概要
本大会ではビクトー・ベウフォートとルーク・ロックホールドによるミドル級ワンマッチが組まれた。
Strikeforce世界ミドル級王者ルーク・ロックホールド、元Strikeforce世界ミドル級王者ホナウド・ジャカレイ、キャリア16戦全勝のミチェル・プラゼレスがUFCデビュー。

### カード変更
負傷などによるカードの変更は以下の通り。
- マルコス・ヴィニシウス → イリアルデ・サントス（第5試合）

- ランス・ベノイスト → ミチェル・プラゼレス（第6試合）

- マニー・ガンブリャン → ハクラン・ディアス（第9試合）

- クリス・カモージー → ジョアォン・ゼフェリーノ（第10試合）

- コンスタンティノス・フィリッポウ → クリス・カモージー（第12試合）

- セザール・フェレイラ vs. CB・ダラウェイ → ダラウェイの負傷により中止

- セザール・フェレイラ vs. クリス・カモージー → フェレイラの負傷により中止

## 試合結果

### アーリープレリム
第1試合 ライト級ワンマッチ 5分3R
○  ルーカス・マルチンス vs.  ジェレミー・ラースン ×
3R 0:13 KO（右フック）
第2試合 フライ級ワンマッチ 5分3R
○  ジュシー・フォルミーガ vs.  クリス・カリアソ ×
3R終了 判定3-0（29-28、29-28、29-28）
第3試合 フライ級ワンマッチ 5分3R
○  ジョン・リネカー vs.  アザマット・ガシモフ ×
2R 1:07 TKO（ボディブロー→パウンド）

### プレリミナリーカード
第4試合 ライトヘビー級ワンマッチ 5分3R
○  ファビオ・マルドナド vs.  ロジャー・ホレット ×
3R終了 判定3-0（29-27、29-28、29-27）
第5試合 バンタム級ワンマッチ 5分3R
○  ユーリ・アルカンタラ vs.  イリアルデ・サントス ×
1R 2:31 KO（左ストレート→パウンド）
第6試合 ウェルター級ワンマッチ 5分3R
○  パウロ・チアゴ vs.  ミチェル・プラゼレス ×
3R終了 判定3-0（29-28、29-28、29-28）
第7試合 ライト級ワンマッチ 5分3R
○  グレイゾン・チバウ vs.  ジョン・チョリッシュ ×
2R 2:34 ギロチンチョーク
第8試合 ライト級ワンマッチ 5分3R
○  フランシスコ・ドライナルド vs.  マイク・リオ ×
1R 3:08 肩固め
第9試合 フェザー級ワンマッチ 5分3R
○  ニック・レンツ vs.  ハクラン・ディアス ×
3R終了 判定3-0（29-28、29-28、28-27）

### メインカード
第10試合 ミドル級ワンマッチ 5分3R
○  ハファエル・ナタル vs.  ジョアォン・ゼフェリーノ ×
3R終了 判定3-0（30-27、29-28、29-28）
第11試合 ライト級ワンマッチ 5分3R
○  ハファエル・ドス・アンジョス vs.  エヴァン・ダナム ×
3R終了 判定3-0（29-28、29-28、29-28）
第12試合 ミドル級ワンマッチ 5分3R
○  ホナウド・ジャカレイ vs.  クリス・カモージー ×
1R 3:37 TKO（肩固め）
第13試合 ミドル級ワンマッチ 5分5R
○  ビクトー・ベウフォート vs.  ルーク・ロックホールド ×
1R 2:32 KO（左バックスピンキック→パウンド）

### 各賞
ファイト・オブ・ザ・ナイト： ルーカス・マルチンス vs. ジェレミー・ラースン
ノックアウト・オブ・ザ・ナイト： ビクトー・ベウフォート
サブミッション・オブ・ザ・ナイト： ホナウド・ジャカレイ
各選手にはボーナスとして5万ドルが支給された。